# Mistrzostwa Świata w Narciarstwie Klasycznym 1933
Mistrzostwa Świata w Narciarstwie Klasycznym 1933 miały miejsce w dniach 8 – 12 lutego 1933 w austriackim Innsbrucku. W 1933 roku po raz pierwszy rozegrano sztafetę 4 x 10 km. Norwegia nie brała udział w tych mistrzostwach.

## Biegi narciarskie

### Biegi narciarskie mężczyzn
| Konkurencja        | Data           | Złoto                                                                              | Srebro                                                                           | Brąz                                                                               |
| ------------------ | -------------- | ---------------------------------------------------------------------------------- | -------------------------------------------------------------------------------- | ---------------------------------------------------------------------------------- |
| 18 km              | 10 lutego 1933 | Nils-Joel Englund                                                                  | Hjalmar Bergström                                                                | Väinö Liikkanen                                                                    |
| 50 km              | 12 lutego 1933 | Veli Saarinen                                                                      | Sven Utterström                                                                  | Hjalmar Bergström                                                                  |
| Sztafeta 4 × 10 km | 12 lutego 1933 | Szwecja Per-Erik Hedlund · Sven Utterström · Nils-Joel Englund · Hjalmar Bergström | Czechosłowacja František Šimůnek · Vladimír Novák · Antonín Bartoň · Cyril Musil | Austria Hugo Gstrein · Hermann Gadner · Balthasar Niederkofler · Harald Paumgarten |

## Kombinacja norweska
| Konkurencja         | Data          | Złoto         | Srebro         | Brąz         |
| ------------------- | ------------- | ------------- | -------------- | ------------ |
| Zawody indywidualne | 8 lutego 1933 | Sven Eriksson | Antonín Bartoň | Harald Bosio |

Szóste miejsce w zawodach zajął Polak, Stanisław Marusarz.

## Skoki narciarskie
| Konkurencja                   | Data          | Złoto          | Srebro         | Brąz          |
| ----------------------------- | ------------- | -------------- | -------------- | ------------- |
| Duża skocznia – indywidualnie | 8 lutego 1933 | Marcel Reymond | Rudolf Burkert | Sven Eriksson |

## Klasyfikacja medalowa

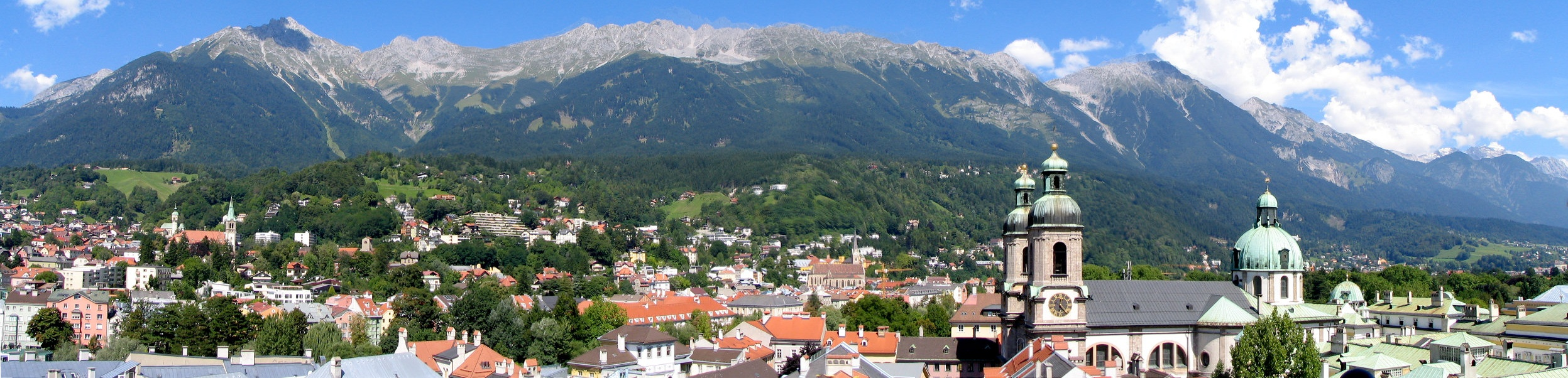
Innsbruck

| Pozycja | Państwo        | Złoto | Srebro | Brąz | Razem |
| ------- | -------------- | ----- | ------ | ---- | ----- |
| 1       | Szwecja        | 3     | 2      | 2    | 7     |
| 2       | Finlandia      | 1     | 0      | 1    | 2     |
| 3       | Szwajcaria     | 1     | 0      | 0    | 1     |
| 4       | Czechosłowacja | 0     | 3      | 0    | 3     |
| 5       | Austria        | 0     | 0      | 2    | 2     |